# سرو کاستیو
سرو کاستیو (به اسپانیایی: Cerro Castillo) یک کوه در شیلی است. سرو کاستیو ۲٬۶۷۵ متر بالاتر از سطح دریا واقع شده‌است.